# Legionella pneumophila
A Legionella pneumophila egy vékony, aerob, pleomorf, ostoros, nem spóraképző, Gram-negatív baktérium, a Legionella nemzetség tagja. A L. pneumophila ennek a csoportnak az elsődleges emberi patogénje, és a Legionárius betegség (más néven legionellosis) kórokozója. 1977-ben izolálta a McDade és Shephard vezette kutatócsoport.

## Jellemzés
Az L. pneumophila egy Gram-negatív, tok nélküli, aerob, pálcika formájú baktérium egyetlen poláris ostorral, amelyet gyakran jellemeznek coccobacillusként. Aerob, nem képes zselatin hidrolízisre és ureáz enzim termelésre. Nem erjesztőbaktérium. Az L. pneumophila nem pigmentált és nem autofluoreszkál. Oxidáz és kataláz pozitív, β-laktamázt termel. Az L. pneumophila kolónia szürkésfehér, tejüvegszerű, növekedéséhez vas és cisztein szükséges. Élesztő-kivonaton opál-szerű telepeket képez.

### Sejtmembrán szerkezet
Habár a Legionella pneumophila Gram-negatív organizmusok közé tartozik, halványan festődik a külső sejtmembrán külső lipidmembránjának különleges lipopoliszacharid tartalmának köszönhetően. Ezen organizmus szomatikus antigén specificitásának alapjául szolgáló bázisok a sejtfal oldalsó láncain találhatóak.
Ezeknek a láncoknak a kémiai felépítése határozza meg a szomatikus vagy O-antigén determinánst, tekintettel mind a komponenseire, mind a rendeződésére a különböző cukroknak, ami fontos alapja számos Gram-negatív baktérium szerológiai osztályozásának. Legalább 35 különböző L. pneumophila szerovariánst írtak már le, valamint számos más fajt bontottak szét szerovariánsokra.

### Kimutatás
Vérszérumot használtak már mind agglutinációs tesztekhez, mind a baktériumok fluoreszcens markerekkel jelölt antitestekkel történő közvetlen észleléséhez a szövetekben.
A páciensekben található specifikus antitest indirekt fluoreszcens antitest vizsgálattal mutatható ki. ELISA és mikroagglutinációs teszteket is sikeresen alkalmaztak már ilyen célokra.
A Legionella gyengén festődik Gram festékkel, pozitívan festődik ezüsttel, és szenes élesztő kivonaton tenyésztik vassal és ciszteinnel.

## Rezervoár

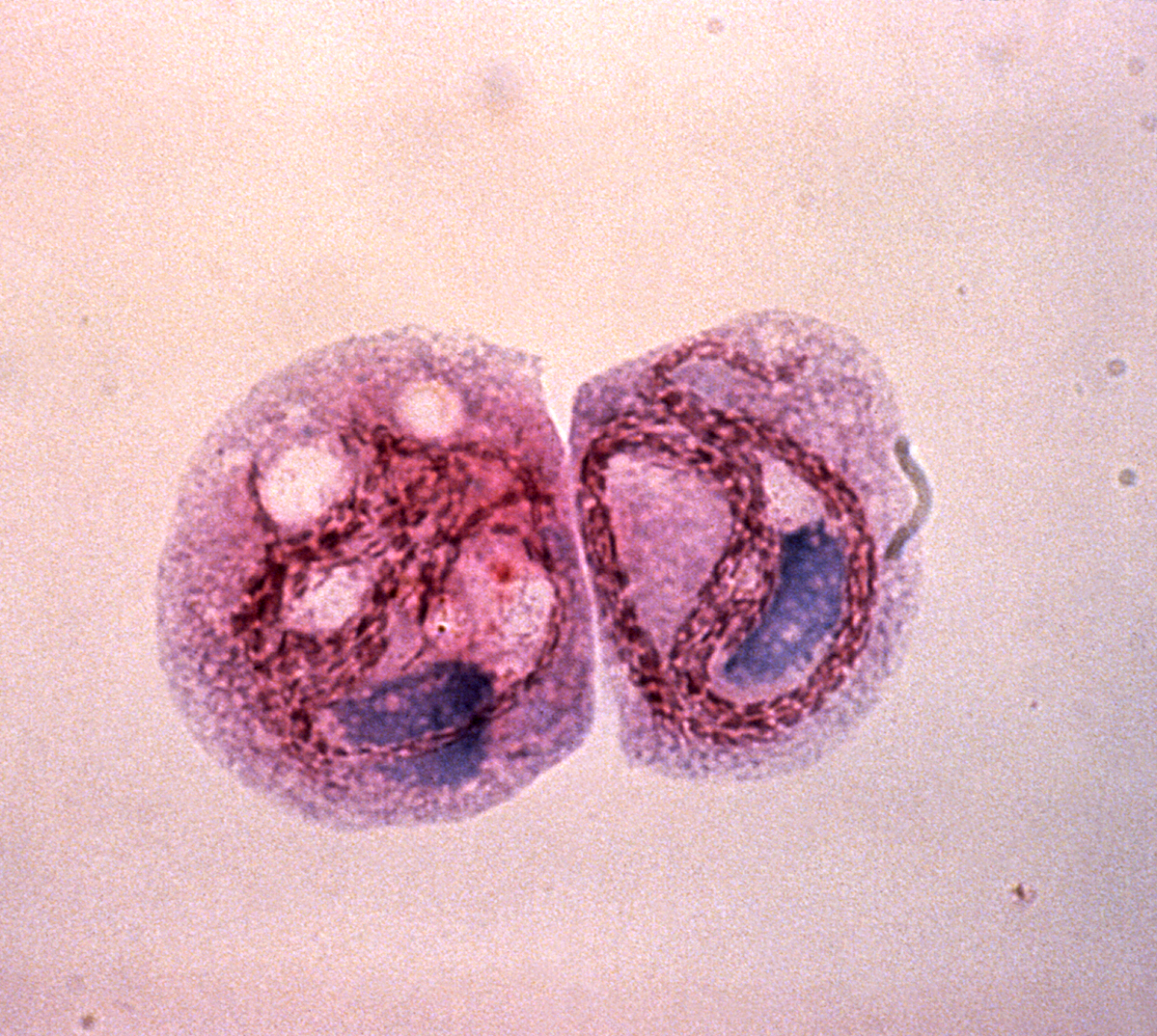
L. pneumophila (vörös láncok) szaporodása Tetrahymena pyriformis-on belül

A L. pneumophila egy fakultatív sejten belüli parazita, ami a környezetében amőbákba hatol és azokban sokszorozódik. Azok rezervoárként szolgálhatnak ezzel a L. pneumophila számára, valamint védelmet is nyújthatnak az olyan környezeti hatások ellen, mint pl. a klórozás.

## Előfordulás gyakorisága
Az USA-ban körülbelül 30 L. pneumophila fertőzés fordul elő 100 000 lakosra nézve egy év alatt. A fertőzések nyáron tetőznek. Az endemikus régiókban a pneumoniás esetek 4-5%-át a L. pneumophila okozza.

## Kórtan
Az emberekben a L. pneumophila a makrofágokba hatol be és azokon belül sokszorozódik. A baktériumok bejutását elősegítheti az antitest és a komplementer jelenléte, de nem feltétlenül szükségesek hozzá. A baktérium felvétele fagocitózissal történik. Mindazonáltal a L. pneumophila képes nem fagocitotikus sejteket is megfertőzni egy ismeretlen mechanizmuson keresztül. A fagocitózis egy ritka formáját – amit "coiling" fagocitózisként ismernek – is leírták a L. pneumophila nyomán, de ez nem függ az Dot/Icm kiválasztási rendszertől és más pathogéneknél is megfigyelték. Bejutás után a baktérium körbeveszi magát egy sejthártyához kötődő vakuólummal, ami nem olvad össze lizoszómákkal, amik másként lebontanák a baktériumot. Ebben a védett kompartmentben sokszorozódik a baktérium.

### IV-es típusú Dot/Icm szekréciós rendszer
Az effektor fehérjék gazdasejtbe juttatásához a baktériumok egy IVB típusú szekréciós rendszert használnak, ami Dot/Icm-ként ismert. Ezek az effektorok közrejátszanak a baktérium túlélési esélyeinek növelésében a gazdasejten belül. A L. pneumophila több, mint 200 effektor fehérjét kódol, amiket aztán a Dot/Icm transzlokációs rendszer szekretál, hogy a gazdasejt folyamatait gátolják és ezzel segítsék a baktériumok túlélését. Az egyik legfontosabb módja annak, ahogy a L. pneumohila az effektor fehérjéit használja az, ahogy gátolja a Legionellát tartalmazó vakuólum és a gazdasejt endoszómájának összeolvadását, ezzel védve a lebontástól. Dot/Icm transzlokációs effektorokkal végzett gén-kiütéses kutatások azt igazolják, hogy nélkülözhetetlenek a baktérium sejten belüli túléléséhez, de több egymástól független, egyszerre jelenlévő effektor fehérje redundánsan működik, mivel egyetlen effektor kiütése ritkán van hatással a sejten belüli túlélésre. Az effektor fehérjék magas száma és a redundanciájuk valószínűleg annak az eredménye, hogy a baktérium evolúciója során számos különböző protozoa szolgált annak gazdájául.

### ALegionelláttartalmazó vakuólum

L. pneumophila-ról készült TEM kép fagocita sejten belül

Ahhoz, hogy a Legionella életben maradjon a makrofágokban és a protozoákban nélkülözhetetlen, hogy létrehozzon egy különleges kompartmentet, a "Legionella-containing vacuole"-t (magyarul: Legionellát tartalmazó vakuólum) (LCV). A Dot/Icm szekréciós rendszer tevékenységével a baktériumok képesek a lebontást megakadályozni a sejten belüli szállítórendszerben és ehelyett sokszorozódnak. Nem sokkal a bekebelezés után a baktériumok specifikusan endoplazmatikus retikulum eredetű vezikulumokat és mitokondriumokat gyűjtenek az LCV-hez, miközben megakadályozzák az endoszomális markerek, mint pl. a Rab5 és a Rab7 felszabadulását. A vakuólumok felépítése és fenntartása nélkülözhetetlen a patogenezishez; a Dot/Icm szekréciós rendszerrel nem rendelkező baktériumok nem patogenetikusak és nem sokszorozódnak sejten belül, az SdhA Dot/Icm effektor deléciója pedig instabillá teszi a vakuólum membránt és a baktérium nem fog sokszorozódni.

## Tápanyag felvétel
Ha a Legionella egyszer már bejutott a sejtbe, akkor tápanyagokra van szüksége a növekedéshez és a szaporodáshoz. A vakuólumon belül a tápanyag hozzáférés korlátozott; a gazda citoplazmájában található szabad aminosavak transzportja nem elégítik ki a magas aminosav-szükségletet. Az aminosav elérés növeléshez a parazita beindítja a gazdaszervezet proteaszomális lebontását. Ez a szabad aminosavak többletéhez vezet a L. pneumophila fertőzött sejtek citoplazmájában, amit aztán a paraziták felhasználhatnak az intravakuoláris proliferációhoz.
Az aminosavak felvételéhez a L. pneumophila az F-Box eredetű AnkB effektort használják, amit három, az LCV membránjában található gazda eredetű enzim farnezilál: farnezil-transzferáz, RCE1 (magyarul: Ras-converting enzyme-1) proteáz és a izoprén-cisztein-karboxi-metil-transzferáz. A farnezilálás lehetővé teszi az AnkB számára, hogy a vakuólum citoplazmai oldalához kötődjön.
Ha az AnkB kötődött az LCV membránhoz, kölcsönhatásba lép az SCF1 ubiquitin ligáz komplex-szel és kötődési felületként szolgál a K48-kapcsolt poliubiquitinált fehérjék számára az LCV-hez.
A K48-kapcsolt poliubiquitinálás jel a proteoszomális lebontás számára, ami 2-24 aminosav hosszúságú peptideket szabadít fel, amik aztán gyorsan tovább bomlanak aminosavakká különböző a citplazmában jelen lévő oligopeptidázok és aminopeptidázok miatt. Az aminosavak az LCV-be szállítódnak különböző aminosav szállító rendszereken keresztül, mint pl. az SLC1A5 (neutrális aminosav transzporter). Az aminosavak a fő szén és energia forrásai a L. pneumophilának, aminek ABC transzporterek 12 osztálya, aminosav permeázok és számos proteáz áll a rendelkezésére, hogy felhasználja azokat. A felvett aminosavakat a L. pneumophila energia előállítására használja fel a citromsavcikluson (Szent-Györgyi-Krebs-ciklus) keresztül, valamint szén-és nitrogénforrásként használja azokat.
Mindazonáltal a proteoszomális lebontás elősegítése az aminosavak beszerzéséhez nem feltétlenül az egyetlen virulens stratégia a szén és energia kinyeréséhez a gazdából. A II-es típusú lebontó enzimek szolgálhatnak még egyéb stratégiákkal a szén és energiaforrások létrehozásához.

## Genomika
Három klinikai L. pneumophila izolátum teljes genom szekvenciáinak meghatározása és publikációja 2004-ben alapozta meg különösen a L. pneumophila valamint nagy általánosságban a Legionellák molekuláris biológiájának megértését. 180 Legionella törzs genetikai állományának DNS chip-ekkel történő alapos összehasonlító elemzése fényt derített arra, hogy magas a genom plaszticitása és gyakori a horizontális gén transzfer. További információkhoz jutottak a L. pneumophila életciklusát illetően, amikor annak génexpresszióját vizsgálták annak természetes gazdájában, az Acanthamoeba castellanii-ban. A L. pneumophila egy kétfázisú életciklust mutat és transzmisszív és replikatív tulajdonságokat  határoz meg a génexpressziós profiljának megfelelően.

## Genetikai transzformáció
A konjugáció a bakteriális alkalmazkodás egy formája, ami során DNS jut át az egyik baktériumból a másikba egy folyékony közvetítő közegen keresztül. A konjugáció a bakteriális szex egy formája. Ahhoz, hogy a baktérium exogén DNS-t kössön, felvegyen és rekombináljon a kromoszóma állományába, egy különleges élettani állapotba kell lépnie, "kompetens"-nek kell lennie.
A Legionella pneumophila kompetens állapotát kiváltó molekulák determinálásához 64 mérgező molekulát teszteltek. Ezek közül mindössze 6, mind DNS roncsoló ágens, váltott ki erős kompetenciát. Ezek a Mitomycin C (ami DNS szálak közti keresztkötéseket hoz létre), norfloxacin, ofloxacin, és nalidixsav (DNS-giráz inhibitorok, amik dupla szálas töréseket okoznak), bicyclomycin (dupla szálas törést okoz) és hydroxyurea (DNS bázisok oxidációját okozza). Ezek az eredmények azt sugallják, hogy a Legionella pneumophila transzformációs kompetenciája a DNS sérülésére adott evolúciós válaszként alakult ki. Talán a kompetencia indukciója növeli a túlélési esélyt a természetes gazdában, ahogy az más patogén baktériumoknál is megfigyelhető.

## Kezelés
A Legionella pneumophila emberi kezelése során általánosan makrolidokat (azitromicin vagy klaritromicin) vagy kinolonokat (levofloxacin vagy moxifloxacin) alkalmaznak, elsősorban levofloxacint alkalmazva, tekintettel a növekvő azithromycin rezisztenciára. Két kutatás is alátámasztja a levofloxacin hatékonyságát a makrolidokkal szemben, bár egyiket sem ismerte el az FDA (Food and Drug Administration, USA).

## Fordítás
- Ez a szócikk részben vagy egészben  a   Legionella pneumophila című angol Wikipédia-szócikk ezen változatának fordításán alapul.  Az eredeti cikk szerkesztőit annak laptörténete sorolja fel. Ez a jelzés csupán a megfogalmazás eredetét és a szerzői jogokat jelzi, nem szolgál a cikkben szereplő információk forrásmegjelöléseként.